# Takao Yoshioka
Takao Yoshioka (吉岡たかを Yoshioka Takao?) es un guionista de anime japonés. Después de dejar Shin-Ei Animation, debutó como guionista con Happy Lesson. Después de su finalización, ha trabajado en varias series, algunas de las cuales son Elfen Lied, Shigatsu wa Kimi no Uso y High School DxD.

## Biografía
La primera serie en la que trabajó Yoshioka fue Elf-ban Kakyūsei. Más tarde trabajó en Shin-Ei Animation durante algún tiempo, pero luego se fue y se convirtió en autónomo. Después de convertirse en autónomo, la primera serie en la que estuvo a cargo de la escritura de guiones fue Happy Lesson. Desde Happy Lesson, Yoshioka ha estado a cargo de la escritura de guiones para muchas series, como Shigatsu wa Kimi no Uso, que ganó el Sugoi Japan Award 2016 en la categoría de anime.

## Trabajos

### Series de televisión
| Año  | Anime                                                                           | Estudio        | Funciones | Refs.         |
| ---- | ------------------------------------------------------------------------------- | -------------- | --- | ------------- |
| 1999 | Kakyūsei                                                                        | PP Project     | Guionista (#2, 4-5, 7, 9-14) | [ 5 ]         |
| 2000 | Muteki-Ō Tri-Zenon                                                              | E&G Films      | Guionista (#11, 13, 17, 21) | [ 6 ]         |
| 2001 | Groove Adventure Rave                                                           | Studio Deen    | Guionista (#10, 13, 17, 21, 26, 30, 33, 37, 39, 43, 46, 49)                                                                        | [ 7 ]         |
| 2001 | Happy☆Lesson                                                                    | Studio Hibari  | Guionista (#1-4, 6, 8-9, 12-13) | [ 2 ]         |
| 2003 | Lime-iro Senkitan                                                               | Studio Hibari  | Guionista (#2, 4, 7, 10, 12) | [ 8 ]         |
| 2003 | Dear Boys                                                                       | A.C.G.T        | Guionista (#7-8) | [ 9 ]         |
| 2003 | Happy☆Lesson Advance                                                            | Studio Hibari  | Composición de la serie Guionista (#1-6, 8-9, 11-13)                                                                               | [ 10 ]        |
| 2003 | Ikki Tōsen                                                                      | J.C.Staff      | Composición de la serie Guionista (#1-13)                                                                                          | [ 11 ]        |
| 2004 | Mezzo DSA                                                                       | Arms           | Guionista (#3-13) | [ 12 ]        |
| 2004 | DearS                                                                           | Daume          | Composición de la serie Guionista (#1-13)                                                                                          | [ 13 ]        |
| 2004 | Elfen Lied                                                                      | Arms           | Composición de la serie Guionista (#1-13)                                                                                          | [ 14 ]        |
| 2004 | Major S1                                                                        | Studio Hibari  | Guionista (#5, 12, 20-21, 28, 30, 37-38, 44, 48, 60, 64, 69, 73, 83, 90, 99, 104, 106, 110, 114, 117, 121-122, 125, 128, 131, 134) | [ 15 ]        |
| 2005 | Yoshinaga-sanchi no Gargoyle                                                    | Studio Hibari  | Composición de la serie Guionista (#1-13)                                                                                          | [ 16 ]        |
| 2006 | Zero no Tsukaima                                                                | J.C.Staff      | Composición de la serie Guionista (#1-13)                                                                                          | [ 17 ]        |
| 2007 | Ikki Tōsen: Dragon Destiny                                                      | Arms           | Composición de la serie Guionista (#1-12)                                                                                          | [ 18 ]        |
| 2007 | Sky Girls                                                                       | J.C.Staff      | Guionista (#1-3, 11-12, 19, 23-24, 26)                                                                                             | [ 19 ]        |
| 2008 | Sekirei                                                                         | Seven Arcs     | Composición de la serie Guionista (#1-12)                                                                                          | [ 20 ]        |
| 2009 | Queen's Blade: Rurō no Senshi                                                   | Arms           | Guionista (#8) | [ 21 ]        |
| 2009 | Weiß Survive                                                                    | Studio Hibari  | Composición de la serie Guionista (#1-16)                                                                                          | [ 22 ]        |
| 2009 | Queen's Blade: Gyokuza o Tsugumono                                              | Arms           | Composición de la serie Guionista (#1-7, 11)                                                                                       | [ 23 ]        |
| 2009 | Tegamibachi                                                                     | Pierrot+       | Guionista (#3-4, 13, 17, 25) | [ 24 ]        |
| 2010 | Ichiban Ushiro no Dai Maō                                                       | Artland        | Composición de la serie Guionista (#1-5, 8, 12)                                                                                    | [ 25 ]        |
| 2010 | Sekirei: Pure Engagement                                                        | Seven Arcs     | Composición de la serie Guionista (#0-13)                                                                                          | [ 26 ]        |
| 2010 | Tegamibachi Reverse                                                             | Pierrot+       | Guionista (#3, 8, 14, 16, 20) | [ 27 ]        |
| 2011 | Freezing                                                                        | A.C.G.T        | Guionista (#5-8) | [ 28 ]        |
| 2011 | Working'!!                                                                      | A-1 Pictures   | Composición de la serie Guionista (#1, 3, 7, 12-13)                                                                                | [ 29 ]        |
| 2012 | High School DxD                                                                 | TNK            | Composición de la serie Guionista (#1-12)                                                                                          | [ 30 ]        |
| 2012 | Senran Kagura                                                                   | Artland        | Composición de la serie Guionista (#1-12)                                                                                          | [ 14 ]        |
| 2013 | Watashi ga Motenai no wa Dou Kangaetemo Omaera ga Warui!                        | Silver Link    | Composición de la serie Guionista (#1, 10-11)                                                                                      | [ 31 ]        |
| 2014 | Kenzen Robo Daimidaler                                                          | TNK            | Composición de la serie Guionista (#1, 5, 9, 11-12)                                                                                | [ 32 ]        |
| 2014 | Seirei Tsukai no Bladedance                                                     | TNK            | Composición de la serie Guionista (#1-2, 9, 12)                                                                                    | [ 33 ]        |
| 2014 | Shigatsu wa Kimi no Uso                                                         | A-1 Pictures   | Composición de la serie Guionista (#1-22)                                                                                          | [ 3 ]         |
| 2015 | Shinmai Maō no Testament                                                        | Production IMS | Composición de la serie Guionista (#1-12)                                                                                          | [ 30 ]        |
| 2015 | High School DxD BorN                                                            | TNK            | Composición de la serie Guionista (#1-12)                                                                                          | [ 34 ]        |
| 2015 | Working!!!                                                                      | A-1 Pictures   | Composición de la serie Guionista (#1, 6-7, 12-14)                                                                                 | [ 35 ]        |
| 2015 | Garo: Guren no Tsuki                                                            | MAPPA          | Guionista (#9) | [ 36 ]        |
| 2015 | Shinmai Maō no Testament Burst                                                  | Production IMS | Supervisión de guion | [ 37 ]        |
| 2016 | Fukigen na Mononokean                                                           | Pierrot+       | Composición de la serie Guionista (#1-13) Guionista gráfico (#4)                                                                   | [ 38 ]        |
| 2016 | Mahō Shōjo Ikusei Keikaku                                                       | Lerche         | Composición de la serie Guionista (#1-12)                                                                                          | [ 39 ]        |
| 2017 | Schoolgirl Strikers                                                             | J.C.Staff      | Composición de la serie Guionista (#1-2, 5, 7-8, 12-13)                                                                            | [ 40 ]        |
| 2017 | Demi-chan wa Kataritai                                                          | A-1 Pictures   | Composición de la serie Guionista (#1-13)                                                                                          | [ 41 ]        |
| 2017 | Konohana Kitan                                                                  | Lerche         | Composición de la serie Guionista (#1)                                                                                             | [ 42 ]        |
| 2018 | Nanatsu no Taizai: Imashime no Fukkatsu                                         | A-1 Pictures   | Composición de la serie Guionista (#1, 7, 12, 16, 20, 24)                                                                          | [ 43 ]        |
| 2018 | Shichisei no Subaru                                                             | Lerche         | Composición de la serie Guionista (#1-12)                                                                                          | [ 44 ]        |
| 2018 | Kishuku Gakkou no Juliet                                                        | Liden Films    | Composición de la serie Guionista (#1-12)                                                                                          | [ 45 ]        |
| 2019 | Fukigen na Mononokean Tsuzuki                                                   | Pierrot+       | Composición de la serie Guionista (#1-13)                                                                                          | [ 46 ]        |
| 2019 | Uchi no Ko no Tame naraba, Ore wa Moshikashitara Maou mo Taoseru kamo Shirenai. | Maho Film      | Composición de la serie Guionista (#1-12)                                                                                          | [ 47 ]        |
| 2020 | 100-man no Inochi no Ue ni Ore wa Tatte Iru                                     | Maho Film      | Composición de la serie Guionista (#1-8, 12)                                                                                       | [ 48 ]        |
| 2021 | Horimiya                                                                        | CloverWorks    | Composición de la serie Guionista (#1, 4, 6, 9, 13)                                                                                | [ 49 ]        |
| 2021 | 100-man no Inochi no Ue ni Ore wa Tatte Iru 2nd Season                          | Maho Film      | Composición de la serie Guionista (#7-12)                                                                                          | [ 50 ]        |
| 2022 | Aharen-san wa Hakarenai                                                         | Felix Film     | Composición de la serie Guionista (#1, 4, 7, 10, 12)                                                                               | [ 51 ]        |
| 2023 | Horimiya: Piece                                                                 | CloverWorks    | Composición de la serie Guionista (#1, 4, 7, 10, 13)                                                                               | [ 52 ]        |
| 2024 | 2.5 Jigen no Yūwaku                                                             | J.C.Staff      | Composición de la serie Guionista (#1-13, 15-24)                                                                                   | [ 53 ]        |
| 2025 | Aharen-san wa Hakarenai Season 2                                                | Felix Film     | Composición de la serie Guionista (#1, 4, 8, 12)                                                                                   | [ 54 ] [ 55 ] |
| TBA  | Mahō Shōjo Ikusei Keikaku: Restart                                              | TBA            | Composición de la serie | [ 56 ]        |

### OVAs
| Año  | Anime                                  | Estudio             | Funciones                         | Refs.  |
| ---- | -------------------------------------- | ------------------- | --------------------------------- | ------ |
| 2000 | Refrain Blue                           | PP Project          | Guionista (#1-3)                  | [ 57 ] |
| 2000 | Koihime                                | Dream Entertainment | Guionista (#1-2)                  | [ 58 ] |
| 2001 | Happy☆Lesson                           | Venett              | Planificación                     | [ 59 ] |
| 2006 | Sky Girls OVA                          | J.C.Staff           | Guionista                         | [ 60 ] |
| 2010 | Queen's Blade: Utsukushiki Tōshi-tachi | Arms                | Guionista (#6)                    | [ 61 ] |
| 2015 | Shigatsu wa Kimi no Uso: Moments       | A-1 Pictures        | Composición de la serie Guionista | [ 62 ] |
| 2018 | Shinmai Maō no Testament Departures    | Production IMS      | Supervisión de guion              | [ 63 ] |

### Especiales
| Año  | Anime                                                                                            | Estudio | Funciones | Refs.  |
| ---- | ------------------------------------------------------------------------------------------------ | ------- | --------- | ------ |
| 2005 | Elfen Lied: Tooriame nite Arui wa, Shōjo wa Ikani Shite Sono Shinjō ni Itatta ka? - Regenschauer | Arms    | Guionista | [ 64 ] |
| 2009 | Kawa no Hikari                                                                                   | Gallop  | Guionista | [ 65 ] |